# Come Undone (canción de Robbie Williams)
«Come Undone» es una canción del cantante Robbie Williams, que fue lanzado como el segundo sencillo de su álbum Escapology en la primavera de 2003. La canción está escrita por Robbie Williams, Ashley Hamilton, Boots Ottestad y Daniel Pierre. 

## Video musical
El videoclip filmado en enero de 2003. fue prohibido en la mayoría de los países por ser sexualmente explícito. El videoclip presenta a un Robbie de resaca despertando en la mañana después de una fiesta, mientras camina alrededor de la casa, van pasando acontecimientos de la noche anterior. Cuando la canción llega a su punto más excitante, Williams es visto participando en un trío sexual con dos mujeres (que son en realidad estrellas porno). A partir de ese momento aparecen imágenes gráficas y perturbadoras de serpientes, ratones y gusanos intercambiando imágenes con hermosas mujeres. En los últimos segundos, las dos mujeres se convierten en hombres mientras mantienen relaciones sexuales con Williams.

## Controversia
"Come Undone" alcanzó el Top 10 en casi toda Europa. Debido a su polémico video, fue censurado por MTV Networks Europa. El video también muestra imágenes inquietantes de insectos y reptiles, sin embargo, la versión sin censura del video fue lanzada en DVD Single en Europa y también se incluyó en un CD. BBC Radio 2 también prohibió la canción por su contenido explícito. 

## Listas
La canción logró llegar al puesto n.º 4 en el Reino Unido, pero cayó en los diez puestos en la segunda semana, sin embargo, la polémica sobre el video musical mantuvo la canción varias semanas en las listas británicas. A pesar del gran éxito de la canción,
no consiguió más fama que su sencillo anterior, "Feel".

## Versiones y remixes
Estos son los formatos y listas de canciones de la publicación del sencillo "Come Undone".
 'UK CD' 

(Lanzado 31 de marzo de 2003) 
1. «Come Undone» - 4:34
2. «One Fine Day» - 3:38
3. «Happy Easter (War Is Coming)» - 4:07
4. «Come Undone» Making Of del Video y Galería de Fotos

 'UK DVD' 

(Lanzado 31 de marzo de 2003) 
1. «Come Undone» Music Video
2. «Come Undone» Live Video [Clip]
3. «One Fine Day» Audio
4. «Happy Easter (War Is Coming)» Audio
5. Galería de fotos

## Posicionamiento
| Listas (2003) | Posición |
| ------------- | -------- |
| Rumanía       | 3        |
| Reino Unido   | 4        |
| Holanda       | 8        |
| Italia        | 11       |
| Letonia       | 14       |
| Austria       | 15       |
| Dinamarca     | 16       |
| Alemania      | 16       |
| Nueva Zelanda | 25       |
| Australia     | 27       |
| Suiza         | 45       |
| Suecia        | 46       |

- Datos: Q585400